# Balassa utca
Balassa utca est une rue de Budapest, située dans le quartier de Losonci (8e arrondissement).